# Gastrotheca recava
Gastrotheca recava é uma espécie de anfíbio da família Hemiphractidae. Endêmica do Brasil, pode ser encontrada apenas na Estação Ecológica Estadual de Wenceslau Guimarães no estado da Bahia.